# تاتسوکی نارا
تاتسوکی نارا (انگلیسی: Tatsuki Nara؛ زادهٔ ۱۹ سپتامبر ۱۹۹۳) بازیکن فوتبال اهل ژاپن است.که در باشگاه فوتبال آویسپا فوکوئوکا بازی می‌کند.
از باشگاه‌هایی که در آن بازی کرده‌است می‌توان به باشگاه فوتبال توکیو، باشگاه فوتبال کونسادول ساپورو، و باشگاه فوتبال کاوازاکی فرونتال اشاره کرد.
وی همچنین در تیم ملی فوتبال زیر ۲۰ سال ژاپن بازی کرده‌است.